# Displazija bubrega
Displazija bubrega (sa ili bez cisti) je kongenitalna anomalija kod koje se krvni sudovi, tubuli, sabirni kanalići ili izvodni kanali ne razvijaju na normalan način. Ova anomalija predstavlja poremećaj u razvoju ploda koji nastaje u bilo kome periodu trudnoće i može se ispoljiti u toku intrauterinog razvoja, u perinatalnom periodu ili kasnije u toku života.
Ako je displazija obimna, disfunkcija bubrega može zahtevati potrebu za nefrološkom terapijom, uključujući i presađivanje bubrega.

## Epidemiologija
Displazija bubrega može biti jednostrana, obostrana i/ili udružena sa drugim anomalijama urogenitalnog trakta (skraćeno UGT).
Jednostrana displazija je znatno češća, a udružene anomalije UGT javljaju se u 50 – 75% bolesnika u vidu ektopije bubrega, potkovičastog bubrega, duplikacije, VUR, OUPS, OVUS,itd. 

## Etiopatogeneza
Prema podacima iz literature, nešto manje od četvrtine svih anomalija detektovanih antenatalno čine anomalije urinarnog sistema, a blizu 30% anomalija ovog
sistema čini displazija bubrega (sa ili bez cisti).
Displazija bubrega je posledica prekida normalne diferencijacije bubrega tokom embrionalnog razvoja: obično su uspešno završene preve i druga faza u razvoju bubrega, ali u trećoj fazi dolazi do prekida (zbog teratogeneze, opstrukcije..). 
Displastični bubreg može biti i veći i manji od normalnog, i difuzno ili delimično cističan. U ekstremnim slučajevima kada je parenhim bubrega potpuno zamenjen cistama ova anomalija prelazi u multicističnu displaziju bubrega (skraćeno MCDK).
Kao mogući uzroci displazija bubrega u literaturi se najčešće navode: upotreba određenih medikamenata ili genetski faktori.
Lekovi
Lekovi koji mogu uzrokovati displaziju uključuju one koje se koriste za lečenje epilepsije i krvnog pritiska (angiotenzin-konvertirajućee enzime i blokatore angiotenzinskih receptora). Uporaba nedozvoqenih lekova, i psihoaktivnih susprenci, poput kokaina, takođe može biti uzrok displaziju bubrega u nerođenom detetu.
Genetski faktori
Displazija bubrega može biti i genetski uzrokovana. Genetski oremećaj je prisutan kod osonba sa autozomno dominantna osobina, što znači da jedan roditelj može preneti tu osobinu detetu. To potvrđuju studije u kojima je nakon otkrivene displazije bubrega u deteta, ultrasonografijom otkrivena i displazija bubrega u jednom od roditelja.

## Dijagnoza
Dijagnoza se postavlja rutinskim pregledima, ali definitovno se može potvrditi samo histološki. Posle detekcije anomalije ultrasonografijom fetusa, bitno je proceniti da li je ona (kod tžeg oblika dispazije sa cistama) inkompatibilna sa životom, i u tom slučaju dati savet za prekid trudnoće, a u slučaju da anomalija ima dobru prognozu, neophodno je serijsko praćenje u cilju utvrđivanja vremena i načina dovršavanja trudnoće.

## Terapija
Nekada se displastični bubreg odmah vadio zbog česte hipertenzije i Wilmsovog tumora. Danas uklanjanje bubrega treba uzeti u obzir samo ako bubreg:
- uzrokuje bolove,
- uzrokuje visok krvni pritisak,
- pokazuje abnormalne promene na ultrazvuku (npr tumor).[9]

## Prognoza
Prognoza kod bilateralne displazije je loša zbog malog broja nefrona, a kod jednostrane dobra (jer zdravi bubreg preuzima funkcije bolesnog).

## Literatura
- Rosenblum, S.; Pal, A.; Reidy, K. (април 2017). „Renal development in the fetus and premature infant”. Semin Fetal Neonatal Med. 22 (2): 58—66. PMC 5387761 . PMID 28161315. doi:10.1016/j.siny.2017.01.001.(2):58-66
- Nedima ATIĆ, Izeta SOFTIĆ, Jasminka TVICA (2007). „Anomalije urinarnog trakta u djece”. Pedijatrija Danas. 3 (2): 149—163.

## Spoljašnje veze
- „Dečja hirurgija” (PDF). Архивирано из оригинала (PDF) 09. 05. 2021. г. Приступљено 22. 12. 2017.
- :  (језик: енглески)
- : Genes and Disease (језик: енглески)

|  | Molimo Vas, obratite pažnju na važno upozorenje u vezi sa temama iz oblasti medicine (zdravlja). |